# Roman Červenka
Roman Červenka (* 10. prosince 1985 Praha) je český hokejový útočník působící v klubu HC Dynamo Pardubice v Tipsport extralize. Je dvojnásobným mistrem světa z let 2010 a 2024 a od roku 2022 kapitánem českého reprezentačního týmu. Dne 28. října 2024 obdržel od prezidenta Petra Pavla medaili Za zásluhy 1. stupně, za zásluhy v oblasti sportu.

## Hráčská kariéra
Do roku 2010 byl hráčem HC Slavia Praha, s níž v sezóně 2007/2008 získal mistrovský titul. Během své kariéry vystřídal i jiná česká mužstva. Byly jimi HC Kometa Brno, HC Hradec Králové, HC Rebel Havlíčkův Brod a HC Slovan Ústečtí Lvi. Dne 3. srpna 2010 v prvním přípravném zápase s týmem Avangard Omsk proti Salzburgu vstřelil svůj první gól v dresu Omsku, když ve 13. minutě tečoval střelu Martina Škouly. V sezóně 2010/11 se mu v Omsku dařilo – stal se nejlepším střelcem a třetím nejproduktivnějším hráčem KHL.
Roman Červenka je také několikanásobným českým reprezentantem v mládežnických kategoriích, kde přispěl k zisku bronzové medaile na Mistrovství světa do 20 let 2005. V reprezentaci dospělých se poprvé představil v roce 2007. Na velkém světovém turnaji poté debutoval na MS 2009 ve Švýcarsku. Dále se představil na MS 2010 v Německu, kde se stal mistrem světa, na Zimních olympijských hrách 2010 ve Vancouveru a na MS 2011, kde se trefil v závěru prvního zápasu proti Lotyšsku a v závěrečném zápase s Ruskem o 3. místo se mu dokonce podařil hattrick, čímž výrazně přispěl k vítězství českému týmu (7:4) a zisku bronzové medaile.
Na MS 2022, kde s národním týmem získal bronzovou medaili, byl vyhlášen nejlepším útočníkem, když za turnaj vstřelil 5 branek a připsal si 12 asistencí. Zvolen byl také do All Star týmu. Do All Star týmu se dostal i na vítězném MS 2024, na kterém vsítil 3 góly a přidal 8 asistencí. Na MS 2025 odehrál proti Kazachstánu svůj jubilejní 100. zápas na světových šampionátech – v utkání si zároveň připsal svůj druhý reprezentační hattrick v kariéře.

## Osobní život
Se svou partnerkou, modelkou a módní návrhářkou Veronikou Machovou, má syna Denise (* 2012).
Jeho bratr Marek Červenka je profesionálním fotbalistou. Jeho strýc Milan Kosejk je bývalý hokejový útočník, později obránce.

## Ocenění a úspěchy
- 2005 1.ČHL – Nejproduktivnější junior
- 2008 ČHL – Nejvíce vstřelených branek v oslabení
- 2009 ČHL – Nejlepší hráč v pobytu na ledě (+/-)
- 2009 ČHL – Nejlepší střelec v playoff
- 2009 ČHL – Nejproduktivnější hráč v playoff
- 2010 ČHL – Nejlepší nahrávač
- 2010 ČHL – Nejlepší hráč v playoff
- 2010 ČHL – Nejproduktivnější hráč
- 2010 ČHL – Nejlepší nahrávač v playoff
- 2010 ČHL – Nejproduktivnější hráč v playoff
- 2011 KHL – Utkání hvězd
- 2011 KHL – Nejlepší útočník měsíce října 2010
- 2011 KHL – Nejvíce vstřelených vítězných branek
- 2011 KHL – Nejlepší střelec
- 2012 KHL – Utkání hvězd
- 2012 KHL – První All-Star Tým
- 2012 KHL – Nejproduktivnější hráč v playoff
- 2016 ČHL – Nejlepší nahrávač
- 2016 ČHL – Nejproduktivnější hráč
- 2016 ČHL – Nejlepší hráč v utkání
- 2016 ČHL – Hokejista sezony
- 2022 NLA – Nejlepší útočník podle medií
- 2022 NLA – Nejproduktivnější hráč
- 2022 NLA – Nejužitečnější hráč
- 2022 MS – All-Star Tým
- 2022 MS – Nejlepší útočník
- 2022 MS – Nejlepší nahrávač
- 2022 MS – Nejproduktivnější hráč
- 2024 MS – All-Star Tým
- 2024 IIHF – Hráč sezóny[12][13]
- 2025 ČHL – Nejlepší nahrávač v playoff
- 2025 ČHL – Nejproduktivnější hráč v playoff

## Prvenství

### ČHL
- Debut – 17. října 2003 (HC Oceláři Třinec proti HC Slavia Praha)
- První asistence – 24. února 2004 (HC Moeller Pardubice proti HC Slavia Praha)
- První gól – 24. října 2006 (HC Slavia Praha proti HC Mountfield, českému brankáři Romanu Turkovi)
- První hattrick – 14. března 2009 (HC Vítkovice Steel proti HC Slavia Praha)

### KHL
- Debut – 11. září 2010 (Avangard Omsk proti HK Spartak Moskva)
- První asistence – 13. září 2010 (Avangard Omsk proti Severstal Čerepovec)
- První gól – 13. září 2010 (Avangard Omsk proti Severstal Čerepovec, ruskému brankáři Vasiliji Košečkinovi)

### NHL
- Debut – 26. ledna 2013 (Calgary Flames proti Edmonton Oilers)
- První asistence – 31. ledna 2013 (Calgary Flames proti Colorado Avalanche)
- První gól – 7. února 2013 (Columbus Blue Jackets proti Calgary Flames, ruskému brankáři Sergeji Bobrovskému)

## Statistiky

### Klubové statistiky
| Sezóna       | Klub                      | Soutěž       |     | Základní část | Základní část | Základní část | Základní část | Základní část |    | Play off | Play off | Play off | Play off | Play off |
| Sezóna       | Klub                      | Soutěž       | Z   | G             | A             | B             | TM            | Z             | G  | A        | B        | TM       |          |          |
| 2003/04      | HC Slavia Praha           | ČHL          | 15  | 0             | 1             | 1             | 2             | 8             | 0  | 0        | 0        | 2        |          |          |
| 2003/04      | HC Kometa Brno            | 1.ČHL        | 3   | 1             | 1             | 2             | 2             | —             | —  | —        | —        | —        |          |          |
| 2004/05      | Hradec Králové            | 1.ČHL        | 23  | 15            | 8             | 23            | 8             | —             | —  | —        | —        | —        |          |          |
| 2004/05      | HC Rebel Havlíčkův Brod   | 2.ČHL        | 1   | 0             | 1             | 1             | 0             | 12            | 6  | 1        | 7        | 20       |          |          |
| 2005/06      | HC Slavia Praha           | ČHL          | 22  | 0             | 0             | 0             | 12            | —             | —  | —        | —        | —        |          |          |
| 2005/06      | Hradec Králové            | 1.ČHL        | 7   | 1             | 2             | 3             | 14            | —             | —  | —        | —        | —        |          |          |
| 2005/06      | HC Slovan Ústí nad Labem  | 1.ČHL        | 23  | 7             | 6             | 13            | 22            | 11            | 1  | 3        | 4        | 16       |          |          |
| 2006/07      | HC Slavia Praha           | ČHL          | 51  | 6             | 6             | 12            | 54            | 6             | 3  | 1        | 4        | 6        |          |          |
| 2007/08      | HC Slavia Praha           | ČHL          | 41  | 19            | 11            | 30            | 72            | 14            | 4  | 4        | 8        | 20       |          |          |
| 2008/09      | HC Slavia Praha           | ČHL          | 51  | 28            | 31            | 59            | 56            | 18            | 13 | 11       | 24       | 20       |          |          |
| 2009/10      | HC Slavia Praha           | ČHL          | 50  | 30            | 43            | 73            | 56            | 16            | 9  | 15       | 24       | 34       |          |          |
| 2010/11      | Avangard Omsk             | KHL          | 51  | 31            | 30            | 61            | 56            | 12            | 5  | 4        | 9        | 4        |          |          |
| 2011/12      | Avangard Omsk             | KHL          | 54  | 23            | 16            | 39            | 18            | 20            | 11 | 10       | 21       | 4        |          |          |
| 2012/13      | HC Slavia Praha           | ČHL          | 9   | 5             | 8             | 13            | 14            | —             | —  | —        | —        | —        |          |          |
| 2012/13      | HC Lev Praha              | KHL          | 5   | 1             | 2             | 3             | 2             | —             | —  | —        | —        | —        |          |          |
| 2012/13      | Calgary Flames            | NHL          | 39  | 9             | 8             | 17            | 14            | —             | —  | —        | —        | —        |          |          |
| 2013/14      | SKA Petrohrad             | KHL          | 53  | 14            | 25            | 39            | 34            | 10            | 6  | 11       | 17       | 8        |          |          |
| 2014/15      | SKA Petrohrad             | KHL          | 55  | 13            | 23            | 36            | 22            | 22            | 2  | 5        | 7        | 10       |          |          |
| 2015/16      | Piráti Chomutov           | ČHL          | 49  | 23            | 38            | 61            | 96            | 8             | 3  | 6        | 9        | 12       |          |          |
| 2016/17      | HC Fribourg-Gottéron      | NLA          | 44  | 16            | 35            | 51            | 32            | 10*           | 4* | 10*      | 14*      | 14*      |          |          |
| 2017/18      | HC Fribourg-Gottéron      | NLA          | 32  | 13            | 24            | 37            | 28            | 5             | 1  | 4        | 5        | 4        |          |          |
| 2018/19      | ZSC Lions                 | NLA          | 22  | 5             | 16            | 21            | 8             | 4*            | 1* | 2*       | 3*       | 2*       |          |          |
| 2019/20      | SC Rapperswil-Jona Lakers | NLA          | 32  | 14            | 27            | 41            | 30            | —             | —  | —        | —        | —        |          |          |
| 2020/21      | SC Rapperswil-Jona Lakers | NLA          | 49  | 16            | 35            | 51            | 63            | 9             | 1  | 6        | 7        | 10       |          |          |
| 2021/22      | SC Rapperswil-Jona Lakers | NLA          | 52  | 20            | 44            | 64            | 30            | 7             | 2  | 4        | 6        | 4        |          |          |
| 2022/23      | SC Rapperswil-Jona Lakers | NLA          | 43  | 16            | 43            | 59            | 60            | 6             | 1  | 2        | 3        | 8        |          |          |
| 2023/24      | SC Rapperswil-Jona Lakers | NLA          | 47  | 12            | 28            | 40            | 28            | —             | —  | —        | —        | —        |          |          |
| 2024/25      | HC Dynamo Pardubice       | ČHL          | 50  | 19            | 27            | 46            | 14            | 15            | 5  | 14       | 19       | 12       |          |          |
| Celkem v ČHL | Celkem v ČHL              | Celkem v ČHL | 338 | 130           | 165           | 295           | 376           | 85            | 37 | 51       | 88       | 106      |          |          |
| Celkem KHL   | Celkem KHL                | Celkem KHL   | 218 | 82            | 96            | 178           | 132           | 64            | 24 | 30       | 54       | 26       |          |          |
| Celkem NHL   | Celkem NHL                | Celkem NHL   | 39  | 9             | 8             | 17            | 14            | —             | —  | —        | —        | —        |          |          |
| Celkem NLA   | Celkem NLA                | Celkem NLA   | 321 | 112           | 252           | 364           | 279           | 41            | 10 | 28       | 38       | 42       |          |          |

* V sezóně 2016/2017 hrál Fribourg-Gottéron play-out, stejně jako ZSC Lions v sezóně 2018/2019.

### Reprezentační statistiky
| Rok                       | Tým                       | Soutěž                    | Z   | G  | A  | B   | TM |
| ------------------------- | ------------------------- | ------------------------- | --- | -- | -- | --- | -- |
| 2005                      | Česko 20                  | MSJ                       | 7   | 1  | 0  | 1   | 8  |
| 2009                      | Česko                     | MS                        | 7   | 2  | 1  | 3   | 2  |
| 2010                      | Česko                     | OH                        | 5   | 0  | 2  | 2   | 0  |
| 2010                      | Česko                     | MS                        | 9   | 1  | 1  | 2   | 2  |
| 2011                      | Česko                     | MS                        | 9   | 4  | 6  | 10  | 4  |
| 2014                      | Česko                     | OH                        | 5   | 2  | 0  | 2   | 2  |
| 2014                      | Česko                     | MS                        | 10  | 2  | 3  | 5   | 4  |
| 2015                      | Česko                     | MS                        | 10  | 2  | 3  | 5   | 0  |
| 2016                      | Česko                     | MS                        | 8   | 2  | 5  | 7   | 2  |
| 2016                      | Česko                     | SP                        | 2   | 0  | 0  | 0   | 0  |
| 2017                      | Česko                     | MS                        | 8   | 3  | 3  | 6   | 4  |
| 2018                      | Česko                     | OH                        | 6   | 3  | 1  | 4   | 4  |
| 2018                      | Česko                     | MS                        | 8   | 0  | 2  | 2   | 8  |
| 2022                      | Česko                     | OH                        | 4   | 2  | 3  | 5   | 0  |
| 2022                      | Česko                     | MS                        | 10  | 5  | 12 | 17  | 10 |
| 2023                      | Česko                     | MS                        | 8   | 3  | 6  | 9   | 0  |
| 2024                      | Česko                     | MS                        | 10  | 3  | 8  | 11  | 4  |
| 2025                      | Česko                     | MS                        | 8   | 6  | 8  | 14  | 4  |
| Juniorská kariéra celkově | Juniorská kariéra celkově | Juniorská kariéra celkově | 7   | 1  | 0  | 1   | 8  |
| Seniorská kariéra celkově | Seniorská kariéra celkově | Seniorská kariéra celkově | 127 | 40 | 64 | 104 | 50 |